# 여성주의 문학비평
여성주의 문학비평은 여성주의 이론, 더 넓게는 여성주의 정치학에 기반한 문학비평이다. 문학의 언어를 비판하기 위해 여성주의의 원리와 이념을 사용한다. 이 학파는 문학에 내재된 경제적, 사회적, 정치적, 심리적 힘을 탐구함으로써 문학이 남성 지배의 서사를 묘사하는 방식을 분석하고 설명하고자 한다. 이러한 사고방식과 작품평론은 문학작품을 바라보고 연구하는 방식을 변화시켰을 뿐만 아니라 일반적으로 가르치는 정경 을 변화시키고 확장시켰다고 할 수 있다. 그리스 신화에서 많이 사용된다.
전통적으로 여성주의 문학비평은 새로운 렌즈를 통해 문학 정경 내에서 오래된 텍스트를 검토하려고 했다. 여성주의 비평의 구체적인 목표는 여성의 글쓰기 전통의 발전과 발견, 고대 문헌의 재발견을 모두 포함하는 동시에 여성의 글이 지닌 상징성을 남성의 관점에서 잃어버리거나 무시하지 않도록 해석하고 내재된 성차별주의에 저항하는 것이다.
여성주의 문학비평의 역사는 조지 엘리엇, 마가렛 풀러 와 같은 19세기 여성 작가의 고전 작품에서부터 여성학 분야 최첨단 이론 작업과 ' 제3세대' 작가들의 젠더 연구에 이르기까지 방대하다. 1970년대 이전 - 여성주의의 첫 번째 와 두 번째 세대에서 - 페미니스트 문학 비평은 여성의 저자와 문학 내에서 여성의 조건의 표현에 관심이 있었다. 특히 가상의 여성 캐릭터의 묘사. 또한, 페미니스트 문학 비평은 문학 정경에서 여성을 배제하는 것과 관련이 있는데, Lois Tyson과 같은 이론가들은 이것이 여성 작가의 견해가 종종 보편적인 것으로 간주되지 않기 때문이라고 제안한다.
또한 여성주의 비평은 퀴어 연구의 탄생과 성장과 밀접한 관련이 있다. 현대 여성주의 비평은 퀴어 커뮤니티에서 여성과 사람들의 문학적 묘사와 표현을 모두 이해하여 페미니스트 문학 비평 내에서 다양한 정체성과 분석의 역할을 확장한다.
페미니스트 학문은 문학의 본질을 여성주의의 렌즈를 통해 이해하기 위해 문학을 풀어나가는 다양한 방법을 개발했다. 여성 비평으로 알려진 진영의 학자들은 추상적인 사전 기반 논증에서 문학 분석을 분리하고 대신 더 "근거에 기반한" 문학 작품(플롯, 등장인물 등)에 대한 비판을 조정하고 구조의 암묵적인 여성혐오 인식을 인식했다. 이야기 자체의. 여성 저작물에 대한 '여성적' 관점으로 간주되는 여성 비평 과 같은 다른 학파는 문학에 대한 모범적인 여성 학문과 두 소설의 묘사에서 젠더 구조와의 관계가 전달되는 방식을 폭로함으로써 문학에 대한 역사주의적 접근을 사용한다. 그리고 그들의 텍스트에서 현실. 여성혐오는 2세대 여성주의 시대에 도입되었다. Elaine Showalter 는 페미니스트 비판이 "과거의 죄와 잘못에 대한 이데올로기적이고, 의롭고, 분노하며, 훈계하는 탐색"이라고 제안하고, 여성 비평은 "여성 글의 본질적인 차이에 대한 무관심한 탐색에 상상력의 은총"을 요구한다고 말한다.
보다 현대적인 학자들은 여성성의 교차점을 이해하려고 시도하고 다양한 범주의 정체성(인종, 계급, 성적 지향 등)에 접근함으로써 젠더 정치에 대한 우리의 일반적인 가정을 복잡하게 만든다. ) 이러한 도구의 궁극적인 목표는 소설 내의 가부장적 기저 긴장을 밝혀내고 폭로하고 그러한 소설에 대한 기본적인 문학적 가정이 여성 종속에 달려 있는 방식을 조사하는 것이다. 이러한 방식으로 문학의 접근성은 훨씬 더 포괄적이고 전체론적인 인구로 확장된다. 또한 일부 문화권에서 여성 작가라는 역사적 제약을 감안할 때 역사적으로 거의 또는 전혀 주목을 받지 못한 작품을 원래 형식으로 들을 수 있고 축소되지 않다. 이것은 모든 훌륭한 문학 작품이 성별에 영향을 받는 시스템에 대한 편견 없이 노출되는 한 모든 독자를 위한 광범위한 문학 컬렉션을 만든다.
여성들은 또한 여성이 쓴 문학에 대한 역사적 검열에 항의하기 위해 반가부장적 주제를 사용하기 시작했다. 1990년대 퇴폐적인 여성주의 문학 의 부상은 가부장제의 성 정치에 직접적으로 도전하기 위한 것이었다. 리타 펠스키(Rita Felski)와 주디스 베넷(Judith Bennet)과 같은 사람들의 광범위한 여성 성적 탐구 와 레즈비언 및 퀴어 정체성을 사용함으로써 여성들은 문학에서 페미니스트 주제에 대해 더 많은 관심을 끌 수 있었다.